# Cessna 404
Cessna 404 Titan – samolot pasażerski krótkiego zasięgu amerykańskiej firmy Cessna, produkowany także w wersji wojskowej C-28.